# Колір мінералів
Колір мінералів, забарвлення мінералів, (рос. цвет минералов, окраска минералов; англ. mineral colour; нім. Farbe f der Mineralie pl) — видимий оком колір, що виникає внаслідок взаємодії випромінювання видимого (380–750 нм) діапазону електромагнітного спектра з речовинами мінералів. Внаслідок селективного поглинання речовиною тих або інших ділянок видимого світла колір може бути різним для подрібнених та суцільних зразків. Для багатьох самоцвітів, виробних і декоративних каменів, мінеральних пігментів колір — один з основних критеріїв якості сировини.
У деяких випадках К.м. — важлива діагностична або типоморфна ознака. Для вимірювання К.м. залучаються об'єктивні (інструментальні) колориметричні методи (наприклад, системи Міжнар. комісії з освітлення, МКО) і чисельно виражені колірні параметри — колірний тон, його насиченість, яскравість. Такий підхід дозволяє використати К.м. як надійну індикаторну і пошукову ознаку.
| Колір                 | Прозорі камені | Непрозорі камені або камені, які просвічуються                                                    |
| Безбарвний або білий  | Алмаз, корунд, топаз, шпінель, берил, гірський кришталь | Перли (з перламутровим блиском), опал                                                             |
| Чорний                | | Моріон, агат, меланіт, діопсид, гагат                                                             |
| Рожевий               | Топаз, рубеліт, шпінель, морганіт, кунцит | Рожевий кварц, родоніт                                                                            |
| Червоний              | Рубін, олександрит (при електричному освітленні), топаз, шпінель, гіацинт, морганіт, піроп, альмандин                                                                 | Яшма, карнеол                                                                                     |
| Коричневий            | Топаз, шпінель, гіацинт, турмалін, рутил, ґросуляр, спесартин | Сардер, яшма, карнеол, тигрове око, димчастий кварц, нефрит, бурштин                              |
| Фіолетовий (бузковий) | Аметист, топаз, турмалін, корунд | Чароїт, аметистовий кварц                                                                         |
| Блакитний             | Аквамарин, топаз, сапфір, індиголіт, шпінель, евклаз | Бірюза, лазурит                                                                                   |
| Синій                 | Сапфір, індиголіт, топаз, берил, шпінель, танзаніт | Бірюза, лазурит, азурит, содаліт, лабрадорит                                                      |
| Зелений               | Смарагд, хризоберил, сапфір, топаз, олександрит (при денному освітленні), аквамарин, турмалін, евклаз, шпінель, андрадит, ґросуляр, діопсид, епідот, енстатит, олівін | Смарагд, діоптаз, хризопраз, яшма, празем, геліотроп, хризопал, амазоніт, нефрит, жадеїт, малахіт |
| Жовтий або оранжевий  | Топаз, геліодор, хризоберил, корунд, шпінель, гіацинт, цитрин, гіденіт, турмалін                                                                                      | Сердолік, яшма, нефрит, бурштин                                                                   |
| Смугастий, строкатий  | Голова мавра | Яшма, агат, благородний опал, онікс, геліотроп, авантюрин, тигрове око                            |

## Колір риски
Колір риски (порошку) характерніший для мінералів, ніж колір кристалів чи агрегатів. Тому колір риски використовують для розпізнавання мінералів.